# Взрыв газопровода в Сибири в 1982 году
Взрыв газопровода в Сибири в 1982 году — взрыв, который, по утверждениям бывшего директора Национального управления военно-космической разведки США Томаса Рида и американского писателя-политолога Питера Швайцера, предположительно произошёл на газопроводе Уренгой — Сургут — Челябинск, летом 1982 года.  По их словам, диверсия была результатом операции ЦРУ по передаче через «третьи руки» советской стороне заранее заражённого компьютерного оборудования для трубопроводов. Планирование и исполнение операции стало возможным благодаря информации о советской программе технического шпионажа, предоставленным офицером КГБ СССР Владимиром Ветровым. По некоторым сведениям, в результате взрыва трубопровод, который должен был давать Советскому Союзу 8 миллиардов долларов в год, был серьёзно повреждён. Ряд исследователей говорят о повреждении трубопровода как о факте, вызванным действием вредоносного ПО Другие же называют событие, если оно имело место, «самой жестокой “кибератакой” на сегодняшний день». Авария являлась частью широкой стратегии администрации Рейгана по саботажу советской экономики. Обозреватели находили параллели между аварией на Сибирском трубопроводе и конфликтом, который был связан с газопроводом «Северный поток-2» в начале 2022 года. Российскими источниками факт взрыва отрицается или обходится молчанием.

## Предыстория

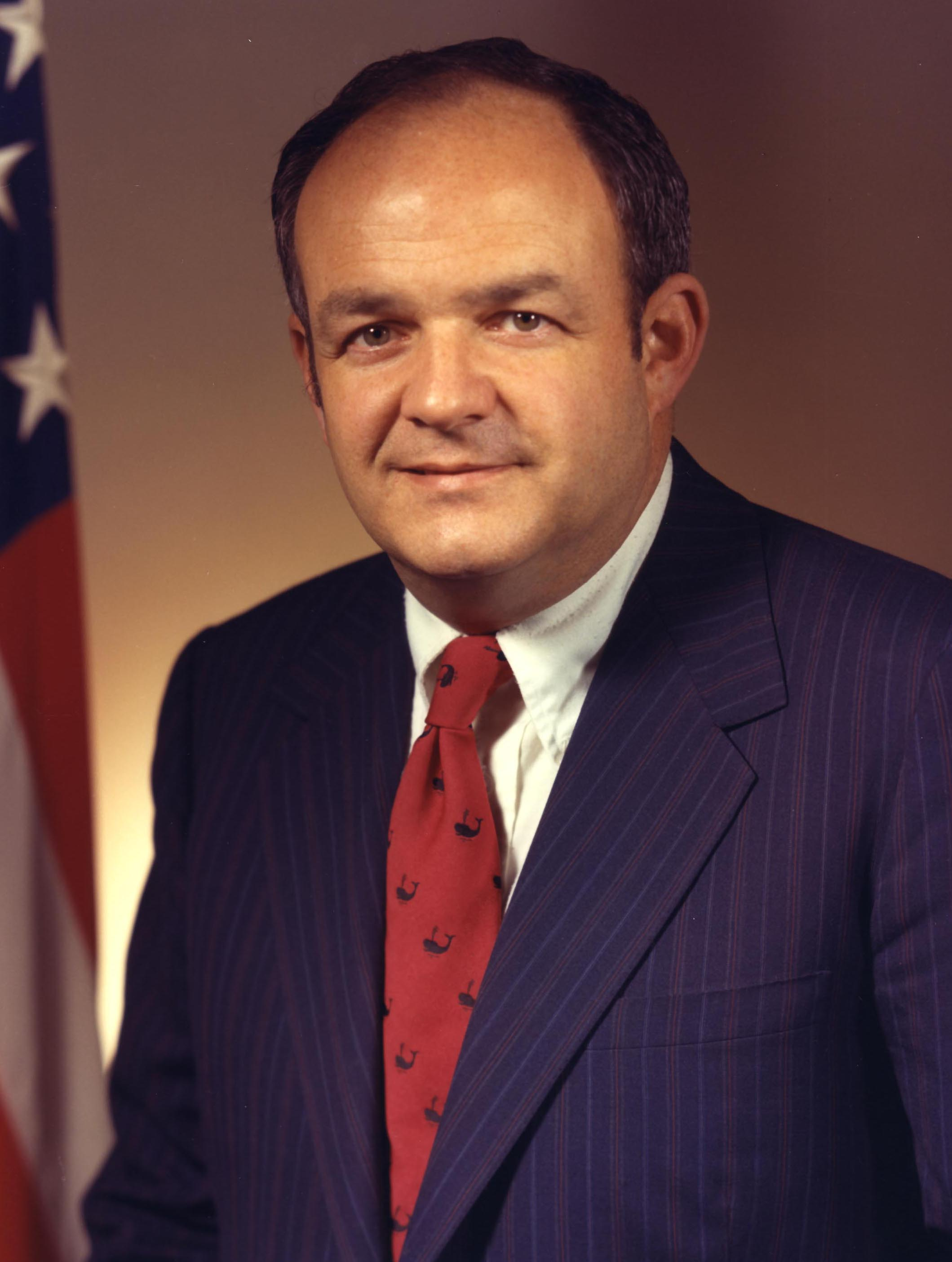
Томас Рид, специальный помощник по вопросам национальной безопасности в 1982-1983 годах. В 2004 году выпустил книгу «Над бездной. История холодной войны, рассказанная её участником», в которой по разрешению ЦРУ рассекретил материалы о диверсии

В июле 1981 года, на экономическом форуме в Оттаве президент Франции Франсуа Миттеран сообщил президенту США Р. Рейгану, что французская разведка завербовала офицера КГБ СССР. Агентом Farewell (с англ. — «прощание») был полковник В. И. Ветров, который занимался оценкой данных, собранных т. н. управлением «T» разведки КГБ. Ветров сфотографировал и передал французам около 4 тыс. секретных документов, касавшихся программы промышленного шпионажа КГБ («Линия X»). Ветров также раскрыл имена более 200 агентов «Линии X» по всему миру. Материалы Ветрова дали полную картину программы промышленного шпионажа СССР.
Информация Миттерана очень заинтересовала Рейгана, и в августе 1981 года документы Ветрова были переданы в ЦРУ под кодовым названием «досье Farewell» (англ. The Farewell Dossier). Советник по технологии Белого дома Гас Вайс предложил директору ЦРУ Уильяму Кейси использовать каналы разведки КГБ для того, чтобы передать в СССР дезинформацию по новейшим технологиям, причем сделать это так, что «новая технология» некоторое время будет работать, но затем даст сбой. Это предложение было утверждено президентом Рейганом. 
В числе предпринятых контрмер были троянские вирусы, заложенные ЦРУ в программное обеспечение, похищенное агентами КГБ на Западе. В частности, в одной из канадских компаний КГБ похитил программу для автоматизации технологических процессов на газопроводах (АСУ ТП и SCADA). Программа, в частности, управляла насосами, турбинами и другими ключевыми элементами системы перекачки газа. Канадская программа была установлена на некоторых газопроводах в СССР. Как и было задумано в ЦРУ, программа некоторое время работала нормально и была введена в эксплуатацию. Однако при отработке одного из режимов тестирования встроенный вирус привёл к нештатному режиму работы оборудования, что привело к разрыву газопровода и последующему взрыву.

## Оценки
Официальных подтверждений ЦРУ об участии в диверсии нет, хотя на сайте ЦРУ на странице, посвящённой «Досье Прощание», подтверждается, что «модифицированные специалистами ЦРУ программы и чипы нарушали планы производства на химических предприятиях и тракторном заводе в СССР, использовались в советской военной технике, а на газопроводе были установлены дефектные турбины».
Ни российские спецслужбы, ни «Газпром» официальных комментариев по аварии 1982 года не дают. В интервью ветерана КГБ СССР, почётного сотрудника госбезопасности СССР, генерал-майора в отставке В. А. Пчелинцева, возглавлявшего в начале 1980-х региональное подразделение КГБ по Тюменской области, было сказано, что самым крупным чрезвычайным происшествием на газопроводах был взрыв в апреле 1982 года в 50 км от Тобольска, при этом причиной аварии была производственная халатность:

Строители торопились и, случалось, пренебрегали соблюдением установленных норм. Два таких нарушения и стали причиной аварии, как показало расследование госкомиссии. Во-первых, в стыках труб не вставлялись звенья, компенсирующие изменение размеров трубы при смене температуры. Во-вторых, на трубы не навешивался дополнительный груз, чтобы удерживать их под землёй в болотистой местности. В результате, когда настали тёплые апрельские дни, трубопровод вылез из болотистой почвы на поверхность. На солнце трубы расширились, а ночью начались резкие сжатия, проскочила искра, и газ воспламенился. Огонь пошёл в стороны и добрался до параллельного газопровода, проложенного в полутора десятках метрах от первого. Загорелся и тот.

Факты о взрыве, изложенные Ридом, в большей степени похожи на реальный взрыв в июне 1989 года в Башкирии, когда при взрыве газопровода «Западная Сибирь — Урал-Поволжье» погибли, по официальным данным, 575 человек. При этом, по официальной версии, утечка газа из продуктопровода стала возможной из-за повреждений, нанесённых ему ковшом экскаватора при его строительстве в октябре 1985 года, то есть за четыре года до катастрофы.

### Мнение В. Д. Захматова
Независимый эксперт-взрывотехник, член Международного антитеррористического комитета, доктор технических наук, профессор В. Д. Захматов категорически отрицает не только данный взрыв на газопроводе «Уренгой-Сургут-Челябинск» в 1982 году, но и вообще возможность возникновения такого взрыва. Он утверждает, что аварий было немало, но не больше, чем в аналогичных широтах США или Канады. Это объяснялось сложными условиями укладки труб в болотистых местностях.
Также В. Д. Захматов заявляет, что в книге Томаса Рида «Над бездной. История холодной войны, рассказанная её участником» содержится нестыковка: компьютерная программа «с дефектом» или «без дефекта» использоваться не могла — в то время трубопроводы управлялись в основном в ручном режиме с минимальной автоматизацией. Компьютеризация управления трубопроводами появилась к концу 1990-х годов, но диспетчер всегда оставался главным, проверяя все автоматические сигналы до ввода их в действие. Кроме того, газовоздушного взрыва мощностью в три килотонны быть не может, поскольку объёмные взрывы, включая объёмно-детонирующее оружие, ограничены по мощности, особенно на открытом пространстве.

## В культуре
- Возможное событие положено в основу романа Эдуарда Тополя «Красный газ». Правда, по сюжету романа, события разворачиваются не в 1982-м, а на рубеже 1983-1984 годов.